# Manuele Maurozome
Manuele Maurozome (fl. XIII secolo) è stato un generale bizantino.
Figlio di Teodoro Maurozome e di una figlia illegittima del basileus Manuele I, dopo la vittoria dei crociati all'Assedio di Costantinopoli (1204) (v. Quarta crociata), il generale Manuele offrì i suoi servigi al sultano dei selgiuchidi di Rum, Kaykhusraw I, combattendo per lui nel biennio 1205-1206. Una figlia di Manuele divenne sposa del sultano ed il figlio nato dalla coppia, Kayqubad I, regnò sul sultanato dal 1220 al 1237.